# Алимкан
«Алимкан» — радянський чорно-білий телефільм-історична драма 1965 року, знята режисерами Балташем Каїповим і Бакен Кидикєєвою на Фрунзенській студії телебачення.

## Сюжет
Екранізація ліричної поеми Тологона Касимбекова «Алимкан», про кохану акина Токтогула Сатилганова.

## У ролях
- Дооронбек Садирбаєв — Токтогул в юності
- Совєтбек Джумаділов — Токтогул
- Іскра Раїмкулова — Алимкан в юності
- Роза Рискелдінова — Алимкан
- Бакен Кидикєєва — Сурма
- К. Табалдієв — Ніязали
- Кадир Жолдошев — Аділ
- Батіна Малдибаєва — Макмал
- Насир Кітаєв — Доолот
- Жекшенаали Арсигулов — Килич
- А. Базарбаєв — Болуш
- А. Усупбеков — епізод
- К. Толебаєв — епізод
- Л. Календерова — епізод
- К. Сулейманов — епізод
- Кумболот Досумбаєв — епізод
- К. Жумабаєв — епізод
- Б. Турдуматов — епізод
- М. Токтомушева — епізод
- Балташ Каїпов — епізод
- Шаріпа Асанканова — епізод

## Знімальна група
- Режисери — Балташ Каїпов, Бакен Кидикєєва
- Сценарист — Тологон Касимбеков
- Оператори — Григорій Жовтобрюх, Харіс Тухватулін
- Композитор — Павло Усенов
- Художник — Алапай Абдукасимов